# Восточный сельсовет (Красноярский край)
Восточный сельсовет — сельское поселение в Уярском районе Красноярского края.
Административный центр — село Восточное.
Выделен в 1989 году из Толстихинского сельсовета.

## История
Статус и границы сельского поселения установлены Законом Красноярского края от 18 февраля 2005 года № 13-3040 «Об установлении границ и наделении соответствующим статусом муниципального образования Уярский район и находящихся в его границах иных муниципальных образований»

## Население
| 2010 | 2012 | 2013 | 2014 | 2015 | 2016 | 2017 |
| ---- | ---- | ---- | ---- | ---- | ---- | ---- |
| 417  | ↘400 | ↘394 | ↘387 | →387 | ↘386 | ↘379 |

## Состав сельского поселения
В состав сельского поселения входят 2 населённых пункта:
| № | Населённый пункт | Тип населённого пункта       | Население |
| - | ---------------- | ---------------------------- | --------- |
| 1 | Воронино         | деревня                      | 130       |
| 2 | Восточное        | село, административный центр | 287       |

## Местное самоуправление
Восточный сельский Совет депутатов
Дата избрания: 04.03.2012. Срок полномочий: 4 года. Количество депутатов:  7
Глава муниципального образования
- Шестакова Людмила Владимировна. Дата избрания: 04.03.2012. Срок полномочий: 4 года